# Tünel járás
Tünel járás (mongol nyelven: Түнэл сум) Mongólia Hövszgöl tartományának egyik járása. Területe 3300 km². Népessége kb. 3900 fő.
Székhelye Bulag (Булаг), mely 46 km-re fekszik Mörön tartományi székhelytől.